# Världscupen i längdåkning
Världscupen i längdåkning är en sammansättning av tävlingar i längdåkning på skidor varje säsong med tävlingar i huvudsakligen Europa, Nordamerika och Asien. Världscupen i längdåkning arrangeras av det internationella skidsportförbundet FIS och avgörs för herrar sedan säsongen 1973/1974, och för damer sedan säsongen 1978/1979. Inom världscupen i längdåkning förekommer sedan säsongen 1981/1982 även en så kallad "nationscup". Världscupen var ursprungligen främst inofficiell, och fick provisoriskt erkännande under FIS-kongressen i San Carlos de Bariloche i Argentina i april 1977.

## Herrar

### Totalcupen
| Säsong     | Etta                              | Tvåa                          | Trea                           |
| ---------- | --------------------------------- | ----------------------------- | ------------------------------ |
| 1973/1974¹ | Ivar Formo, Norge                 | Juha Mieto, Finland           | Eduard Hauser, Schweiz         |
| 1974/1975¹ | Oddvar Brå, Norge                 | Odd Martinsen, Norge          | Juha Mieto, Finland            |
| 1975/1976¹ | Juha Mieto, Finland               | Arto Koivisto, Finland        | Ivar Formo, Norge              |
| 1976/1977¹ | Thomas Wassberg, Sverige          | Juha Mieto, Finland           | Thomas Magnuson, Sverige       |
| 1977/1978¹ | Sven-Åke Lundbäck, Sverige        | Lars Erik Eriksen, Norge      | Magne Myrmo, Norge             |
| 1978/1979² | Oddvar Brå, Norge                 | Lars Erik Eriksen, Norge      | Sven-Åke Lundbäck, Sverige     |
| 1979/1980¹ | Juha Mieto, Finland               | Thomas Wassberg, Sverige      | Lars Erik Eriksen, Norge       |
| 1980/1981² | Alexander Savjalov, Sovjetunionen | Oddvar Brå, Norge             | Ove Aunli, Norge               |
| 1981/1982  | Bill Koch, USA                    | Thomas Wassberg, Sverige      | Harri Kirvesniemi, Finland     |
| 1982/1983  | Alexander Savjalov, Sovjetunionen | Gunde Svan, Sverige           | Bill Koch, USA                 |
| 1983/1984  | Gunde Svan, Sverige               | Thomas Wassberg, Sverige      | Harri Kirvesniemi, Finland     |
| 1984/1985  | Gunde Svan, Sverige               | Tor Håkon Holte, Norge        | Ove Aunli, Norge               |
| 1985/1986  | Gunde Svan, Sverige               | Torgny Mogren, Sverige        | Vladimir Smirnov               |
| 1986/1987  | Torgny Mogren, Sverige            | Thomas Wassberg, Sverige      | Gunde Svan, Sverige            |
| 1987/1988  | Gunde Svan, Sverige               | Torgny Mogren, Sverige        | Pål Gunnar Mikkelsplass, Norge |
| 1988/1989  | Gunde Svan, Sverige               | Vegard Ulvang, Norge          | Torgny Mogren, Sverige         |
| 1989/1990  | Vegard Ulvang, Norge              | Gunde Svan, Sverige           | Bjørn Dæhlie, Norge            |
| 1990/1991  | Vladimir Smirnov                  | Torgny Mogren, Sverige        | Bjørn Dæhlie, Norge            |
| 1991/1992  | Bjørn Dæhlie, Norge               | Vegard Ulvang, Norge          | Vladimir Smirnov               |
| 1992/1993  | Bjørn Dæhlie, Norge               | Vladimir Smirnov              | Vegard Ulvang, Norge           |
| 1993/1994  | Vladimir Smirnov                  | Bjørn Dæhlie, Norge           | Jari Isometsä, Finland         |
| 1994/1995  | Bjørn Dæhlie, Norge               | Vladimir Smirnov              | Silvio Fauner, Italien         |
| 1995/1996  | Bjørn Dæhlie, Norge               | Vladimir Smirnov              | Jari Isometsä, Finland         |
| 1996/1997  | Bjørn Dæhlie, Norge               | Mika Myllylä, Finland         | Fulvio Valbusa, Italien        |
| 1997/1998  | Thomas Alsgaard, Norge            | Bjørn Dæhlie, Norge           | Vladimir Smirnov               |
| 1998/1999  | Bjørn Dæhlie, Norge               | Michail Botvinov, Österrike   | Mika Myllylä, Finland          |
| 1999/2000  | Johann Mühlegg, Spanien           | Jari Isometsä, Finland        | Odd-Bjørn Hjelmeset, Norge     |
| 2000/2001  | Per Elofsson, Sverige             | Johann Mühlegg, Spanien       | Thomas Alsgaard, Norge         |
| 2001/2002  | Per Elofsson, Sverige             | Thomas Alsgaard, Norge        | Anders Aukland, Norge          |
| 2002/2003  | Mathias Fredriksson, Sverige      | Rene Sommerfeldt, Tyskland    | Jörgen Brink, Sverige          |
| 2003/2004  | Rene Sommerfeldt, Tyskland        | Mathias Fredriksson, Sverige  | Jens Arne Svartedal, Norge     |
| 2004/2005  | Axel Teichmann, Tyskland          | Vincent Vittoz, Frankrike     | Tor Arne Hetland, Norge        |
| 2005/2006  | Tobias Angerer, Tyskland          | Jens Arne Svartedal, Norge    | Tor Arne Hetland, Norge        |
| 2006/2007  | Tobias Angerer, Tyskland          | Alexander Legkov              | Eldar Rønning, Norge           |
| 2007/2008  | Lukáš Bauer, Tjeckien             | Rene Sommerfeldt, Tyskland    | Pietro Piller Cottrer          |
| 2008/2009  | Dario Cologna, Schweiz            | Petter Northug, Norge         | Ola Vigen Hattestad, Norge     |
| 2009/2010  | Petter Northug, Norge             | Lukáš Bauer, Tjeckien         | Marcus Hellner, Sverige        |
| 2010/2011  | Dario Cologna, Schweiz            | Petter Northug, Norge         | Daniel Richardsson, Sverige    |
| 2011/2012  | Dario Cologna, Schweiz            | Devon Kershaw, Kanada         | Petter Northug, Norge          |
| 2012/2013  | Petter Northug, Norge             | Aleksandr Ljogkov, Ryssland   | Dario Cologna, Schweiz         |
| 2013/2014  | Martin Johnsrud Sundby, Norge     | Aleksandr Ljogkov, Ryssland   | Alex Harvey, Kanada            |
| 2014/2015  | Dario Cologna, Schweiz            | Petter Northug, Norge         | Calle Halfvarsson, Sverige     |
| 2015/2016  | Martin Johnsrud Sundby, Norge     | Petter Northug, Norge         | Finn Hågen Krogh, Norge        |
| 2016/2017  | Martin Johnsrud Sundby, Norge     | Sergej Ustiugov, Ryssland     | Alex Harvey, Kanada            |
| 2017/2018  | Johannes Høsflot Klæbo, Norge     | Dario Cologna, Schweiz        | Martin Johnsrud Sundby, Norge  |
| 2018/2019  | Johannes Høsflot Klæbo, Norge     | Aleksandr Bolsjunov, Ryssland | Sjur Røthe, Norge              |
| 2019/2020  | Aleksandr Bolsjunov, Ryssland     | Johannes Høsflot Klæbo, Norge | Pål Golberg, Norge             |
| 2020/2021  | Aleksandr Bolsjunov, Ryssland     | Ivan Jakimusjkin, Ryssland    | Johannes Høsflot Klæbo, Norge  |
| 2021/2022  | Johannes Høsflot Klæbo, Norge     | Aleksandr Bolsjunov, Ryssland | Iivo Niskanen, Finland         |
| 2022/2023  | Johannes Høsflot Klæbo, Norge     | Pål Golberg, Norge            | Federico Pellegrino, Italien   |
| 2023/2024  | Harald Østberg Amundsen, Norge    | Johannes Høsflot Klæbo, Norge | Erik Valnes, Norge             |

1 Inofficiell världscup 

2 Försöksvärldscup

### Sprint
| Säsong    | Etta                          | Tvåa                          | Trea                          |
| --------- | ----------------------------- | ----------------------------- | ----------------------------- |
| 1996/1997 | Bjørn Dæhlie, Norge           | Fulvio Valbusa, Italien       | Silvio Fauner, Italien        |
| 1997/1998 | Thomas Alsgaard, Norge        | Bjørn Dæhlie, Norge           | Vladimir Smirnov, Kazakstan   |
| 1998/1999 | Bjørn Dæhlie, Norge           | Odd-Bjørn Hjelmeset, Norge    | Mathias Fredriksson, Sverige  |
| 1999/2000 | Morten Brørs, Norge           | Odd-Bjørn Hjelmeset, Norge    | Håvard Solbakken, Norge       |
| 2000/2001 | Jan Jacob Verdenius, Norge    | Cristian Zorzi, Italien       | Tor Arne Hetland, Norge       |
| 2001/2002 | Trond Iversen, Norge          | Jens Arne Svartedal, Norge    | Cristian Zorzi, Italien       |
| 2002/2003 | Thobias Fredriksson, Sverige  | Tor Arne Hetland, Norge       | Lauri Pyykönen, Finland       |
| 2003/2004 | Thobias Fredriksson, Sverige  | Jens Arne Svartedal, Norge    | Håvard Bjerkeli, Norge        |
| 2004/2005 | Tor Arne Hetland, Norge       | Eldar Rønning, Norge          | Trond Iversen, Norge          |
| 2005/2006 | Björn Lind, Sverige           | Thobias Fredriksson, Sverige  | Tor Arne Hetland, Norge       |
| 2006/2007 | Jens Arne Svartedal, Norge    | Trond Iversen, Norge          | Emil Jönsson, Sverige         |
| 2007/2008 | Ola Vigen Hattestad, Norge    | Emil Jönsson, Sverige         | John Kristian Dahl, Norge     |
| 2008/2009 | Ola Vigen Hattestad, Norge    | Renato Pasini, Italien        | Tor Arne Hetland, Norge       |
| 2009/2010 | Emil Jönsson, Sverige         | Petter Northug, Norge         | Aleksej Petuchov, Ryssland    |
| 2010/2011 | Emil Jönsson, Sverige         | Ola Vigen Hattestad, Norge    | Jesper Modin, Sverige         |
| 2011/2012 | Teodor Peterson, Sverige      | Nikolaj Morilov, Ryssland     | Eirik Brandsdal, Norge        |
| 2012/2013 | Emil Jönsson, Sverige         | Petter Northug, Norge         | Nikita Krjukov, Ryssland      |
| 2013/2014 | Ola Vigen Hattestad, Norge    | Eirik Brandsdal, Norge        | Josef Wenzl, Tyskland         |
| 2014/2015 | Finn Hågen Krogh, Norge       | Eirik Brandsdal, Norge        | Federico Pellegrino, Italien  |
| 2015/2016 | Federico Pellegrino, Italien  | Petter Northug, Norge         | Finn Hågen Krogh, Norge       |
| 2016/2017 | Johannes Høsflot Klæbo, Norge | Federico Pellegrino, Italien  | Sindre Bjørnestad Skar, Norge |
| 2017/2018 | Johannes Høsflot Klæbo, Norge | Federico Pellegrino, Italien  | Lucas Chanavat, Frankrike     |
| 2018/2019 | Johannes Høsflot Klæbo, Norge | Federico Pellegrino, Italien  | Eirik Brandsdal, Norge        |
| 2019/2020 | Johannes Høsflot Klæbo, Norge | Erik Valnes, Norge            | Pål Golberg, Norge            |
| 2020/2021 | Federico Pellegrino, Italien  | Gleb Retivych, Ryssland       | Aleksandr Bolsjunov, Ryssland |
| 2021/2022 | Richard Jouve, Frankrike      | Johannes Høsflot Klæbo, Norge | Lucas Chanavat, Frankrike     |
| 2022/2023 | Johannes Høsflot Klæbo, Norge | Lucas Chanavat, Frankrike     | Even Northug, Norge           |
| 2023/2024 | Johannes Høsflot Klæbo, Norge | Erik Valnes, Norge            | Lucas Chanavat, Frankrike     |

### Distans
| Säsong     | Etta                           | Tvåa                           | Trea                          |               |
| ---------- | ------------------------------ | ------------------------------ | ----------------------------- | ------------- |
| 1996/1997¹ | Mika Myllylä, Finland          | Bjørn Dæhlie, Norge            | Vladimir Smirnov, Kazakstan   |               |
| 1997/1998¹ | Thomas Alsgaard, Norge         | Bjørn Dæhlie, Norge            | Mika Myllylä, Finland         |               |
| 1998/1999¹ | Michail Botvinov               | Bjørn Dæhlie, Norge            | Mika Myllylä, Finland         |               |
| 1999/2000  | Ingen tävling                  | Ingen tävling                  | Ingen tävling                 | Ingen tävling |
| 2000/2001  | Ingen tävling                  | Ingen tävling                  | Ingen tävling                 | Ingen tävling |
| 2001/2002  | Ingen tävling                  | Ingen tävling                  | Ingen tävling                 | Ingen tävling |
| 2002/2003  | Ingen tävling                  | Ingen tävling                  | Ingen tävling                 | Ingen tävling |
| 2003/2004  | Rene Sommerfeldt, Spanien      | Mathias Fredriksson, Sverige   | Frode Estil, Norge            |               |
| 2004/2005  | Axel Teichmann, Tyskland       | Vincent Vittoz, Frankrike      | Tobias Angerer, Tyskland      |               |
| 2005/2006  | Tobias Angerer, Tyskland       | Vincent Vittoz, Frankrike      | Anders Södergren, Sverige     |               |
| 2006/2007  | Tobias Angerer, Tyskland       | Vincent Vittoz, Frankrike      | Odd-Bjørn Hjelmeset, Norge    |               |
| 2007/2008  | Lukáš Bauer, Tjeckien          | Pietro Piller Cottrer, Italien | Rene Sommerfeldt, Spanien     |               |
| 2008/2009  | Pietro Piller Cottrer, Italien | Dario Cologna, Schweiz         | Petter Northug, Norge         |               |
| 2009/2010  | Petter Northug, Norge          | Lukáš Bauer, Tjeckien          | Marcus Hellner, Sverige       |               |
| 2010/2011  | Dario Cologna, Schweiz         | Daniel Rickardsson, Sverige    | Lukáš Bauer, Tjeckien         |               |
| 2011/2012  | Dario Cologna, Schweiz         | Devon Kershaw, Kanada          | Aleksandr Ljogkov, Ryssland   |               |
| 2012/2013  | Aleksandr Ljogkov, Ryssland    | Dario Cologna, Schweiz         | Petter Northug, Norge         |               |
| 2013/2014  | Martin Johnsrud Sundby, Norge  | Aleksandr Ljogkov, Ryssland    | Daniel Richardsson, Sverige   |               |
| 2014/2015  | Dario Cologna, Schweiz         | Martin Johnsrud Sundby, Norge  | Jevgenij Belov, Ryssland      |               |
| 2015/2016  | Martin Johnsrud Sundby, Norge  | Maurice Manificat, Frankrike   | Niklas Dyrhaug, Norge         |               |
| 2016/2017  | Martin Johnsrud Sundby, Norge  | Alex Harvey, Kanada            | Matti Heikkinen, Finland      |               |
| 2017/2018  | Dario Cologna, Schweiz         | Martin Johnsrud Sundby, Norge  | Hans Christer Holund, Norge   |               |
| 2018/2019  | Aleksandr Bolsjunov, Ryssland  | Sjur Røthe, Norge              | Martin Johnsrud Sundby, Norge |               |
| 2019/2020  | Aleksandr Bolsjunov, Ryssland  | Sjur Røthe, Norge              | Iivo Niskanen, Finland        |               |
| 2020/2021  | Aleksandr Bolsjunov, Ryssland  | Ivan Jakimusjkin, Ryssland     | Simen Hegstad Krüger, Norge   |               |
| 2021/2022  | Iivo Niskanen, Finland         | Aleksandr Bolsjunov, Ryssland  | Johannes Høsflot Klæbo, Norge |               |
| 2022/2023  | Pål Golberg, Norge             | Johannes Høsflot Klæbo, Norge  | Didrik Tønseth, Norge         |               |
| 2023/2024  | Harald Østberg Amundsen, Norge | Pål Golberg, Norge             | Johannes Høsflot Klæbo, Norge |               |

¹ Arrangerad under titeln "långdistansvärldscupen"

## Damer

### Totalcupen
| Säsong     | Etta                             | Tvåa                                  | Trea                                        |               |
| ---------- | -------------------------------- | ------------------------------------- | ------------------------------------------- | ------------- |
| 1978/1979¹ | Galina Kulakova, Sovjetunionen   | Raisa Smetanina, Sovjetunionen        | Zinaida Amosova, Sovjetunionen              |               |
| 1979/1980  | Ingen tävling                    | Ingen tävling                         | Ingen tävling                               | Ingen tävling |
| 1980/1981¹ | Raisa Smetanina, Sovjetunionen   | Berit Aunli, Norge                    | Květoslava Jeriová-Pecková, Tjeckoslovakien |               |
| 1981/1982  | Berit Aunli, Norge               | Britt Pettersen, Norge                | Květoslava Jeriová-Pecková, Tjeckoslovakien |               |
| 1982/1983  | Marja-Liisa Kirvesniemi, Finland | Britt Pettersen, Norge                | Květoslava Jeriová-Pecková, Tjeckoslovakien |               |
| 1983/1984  | Marja-Liisa Kirvesniemi, Finland | Raisa Smetanina, Sovjetunionen        | Anne Jahren, Norge                          |               |
| 1984/1985  | Anette Bøe, Norge                | Grete Ingeborg Nykkelmo, Norge        | Britt Pettersen, Norge                      |               |
| 1985/1986  | Marjo Matikainen, Finland        | Marianne Dahlmo, Norge                | Britt Pettersen, Norge                      |               |
| 1986/1987  | Marjo Matikainen, Finland        | Anfisa Reztsova, Sovjetunionen        | Marianne Dahlmo, Norge                      |               |
| 1987/1988  | Marjo Matikainen, Finland        | Marie-Helene Westin, Sverige          | Marja-Liisa Kirvesniemi, Finland ²          |               |
| 1988/1989  | Jelena Välbe, Sovjetunionen      | Alžběta Havrančíková, Tjeckoslovakien | Tamara Tichonova, Sovjetunionen             |               |
| 1989/1990  | Larisa Lazutina, Sovjetunionen   | Jelena Välbe, Sovjetunionen           | Trude Dybendahl, Norge                      |               |
| 1990/1991  | Jelena Välbe, Sovjetunionen      | Stefania Belmondo, Italien            | Ljubov Jegorova, Ryssland                   |               |
| 1991/1992  | Jelena Välbe, Ryssland           | Stefania Belmondo, Italien            | Ljubov Jegorova, Ryssland                   |               |
| 1992/1993  | Ljubov Jegorova, Ryssland        | Jelena Välbe, Ryssland                | Stefania Belmondo, Italien                  |               |
| 1993/1994  | Manuela Di Centa, Italien        | Ljubov Jegorova, Ryssland             | Jelena Välbe, Ryssland                      |               |
| 1994/1995  | Jelena Välbe, Ryssland           | Nina Gavriljuk, Ryssland              | Larisa Lazutina, Ryssland                   |               |
| 1995/1996  | Manuela Di Centa, Italien        | Jelena Välbe, Ryssland                | Larisa Lazutina, Ryssland                   |               |
| 1996/1997  | Jelena Välbe, Ryssland           | Stefania Belmondo, Italien            | Kateřina Neumannová, Tjeckien               |               |
| 1997/1998  | Larisa Lazutina, Ryssland        | Bente Martinsen, Norge                | Stefania Belmondo, Italien                  |               |
| 1998/1999  | Bente Martinsen, Norge           | Stefania Belmondo, Italien            | Nina Gavriljuk, Ryssland                    |               |
| 1999/2000  | Bente Martinsen, Norge           | Kristina Šmigun, Estland              | Larisa Lazutina, Ryssland                   |               |
| 2000/2001  | Julia Tjepalova, Ryssland        | Bente Skari, Norge ³                  | Larisa Lazutina, Ryssland                   |               |
| 2001/2002  | Bente Skari, Norge ³             | Kateřina Neumannová, Tjeckien         | Stefania Belmondo, Italien                  |               |
| 2002/2003  | Bente Skari, Norge ³             | Kristina Šmigun, Estland              | Gabriella Paruzzi, Italien                  |               |
| 2003/2004  | Gabriella Paruzzi, Italien       | Marit Bjørgen, Norge                  | Valentyna Sjevtjenko, Ukraina               |               |
| 2004/2005  | Marit Bjørgen, Norge             | Kateřina Neumannová, Tjeckien         | Virpi Kuitunen, Finland                     |               |
| 2005/2006  | Marit Bjørgen, Norge             | Beckie Scott, Kanada                  | Julia Tjepalova, Ryssland                   |               |
| 2006/2007  | Virpi Kuitunen, Finland          | Marit Bjørgen, Norge                  | Kateřina Neumannová, Tjeckien               |               |
| 2007/2008  | Virpi Kuitunen, Finland          | Astrid Jacobsen, Norge                | Justyna Kowalczyk, Polen                    |               |
| 2008/2009  | Justyna Kowalczyk, Polen         | Petra Majdič, Slovenien               | Aino-Kaisa Saarinen, Finland                |               |
| 2009/2010  | Justyna Kowalczyk, Polen         | Marit Bjørgen, Norge                  | Petra Majdič, Slovenien                     |               |
| 2010/2011  | Justyna Kowalczyk, Polen         | Marit Bjørgen, Norge                  | Arianna Follis, Italien                     |               |
| 2011/2012  | Marit Bjørgen, Norge             | Justyna Kowalczyk, Polen              | Therese Johaug, Norge                       |               |
| 2012/2013  | Justyna Kowalczyk, Polen         | Therese Johaug, Norge                 | Kikkan Randall, USA                         |               |
| 2013/2014  | Therese Johaug, Norge            | Marit Bjørgen, Norge                  | Astrid Uhrenholdt Jacobsen, Norge           |               |
| 2014/2015  | Marit Bjørgen, Norge             | Therese Johaug, Norge                 | Heidi Weng, Norge                           |               |
| 2015/2016  | Therese Johaug, Norge            | Ingvild Flugstad Østberg, Norge       | Heidi Weng, Norge                           |               |
| 2016/2017  | Heidi Weng, Norge                | Krista Pärmäkoski, Finland            | Ingvild Flugstad Østberg, Norge             |               |
| 2017/2018  | Heidi Weng, Norge                | Jessie Diggins, USA                   | Ingvild Flugstad Østberg, Norge             |               |
| 2018/2019  | Ingvild Flugstad Østberg, Norge  | Natalja Neprjajeva, Ryssland          | Therese Johaug, Norge                       |               |
| 2019/2020  | Therese Johaug, Norge            | Heidi Weng, Norge                     | Natalja Neprjajeva, Ryssland                |               |
| 2020/2021  | Jessie Diggins, USA              | Julia Stupak, Ryssland                | Ebba Andersson, Sverige                     |               |
| 2021/2022  | Natalja Neprjajeva, Ryssland     | Jessie Diggins, USA                   | Ebba Andersson, Sverige                     |               |
| 2022/2023  | Tiril Udnes Weng, Norge          | Jessie Diggins, USA                   | Kerttu Niskanen, Finland                    |               |
| 2023/2024  | Jessie Diggins, USA              | Linn Svahn, Sverige                   | Frida Karlsson, Sverige                     |               |

1 Försöksvärldscup

2 Marja-Liisa Kirvesniemi, tidigare Hämälainen, gifte sig med Harri Kirvesniemi

3 Bente Skari, tidigare Martinsen, gifte sig med Geir Skari 1999

### Sprint
| Säsong    | Etta                          | Tvåa                            | Trea                            |
| --------- | ----------------------------- | ------------------------------- | ------------------------------- |
| 1996/1997 | Stefania Belmondo, Italien    | Jelena Välbe, Ryssland          | Kateřina Neumannová, Tjeckien   |
| 1997/1998 | Bente Martinsen, Norge        | Larisa Lazutina, Ryssland       | Stefania Belmondo, Italien      |
| 1998/1999 | Bente Martinsen, Norge        | Kateřina Neumannová, Tjeckien   | Kristina Šmigun, Estland        |
| 1999/2000 | Bente Martinsen, Norge        | Anita Moen, Norge               | Kristina Šmigun, Estland        |
| 2000/2001 | Bente Skari, Norge 1          | Pirjo Manninen, Finland         | Manuela Henkel                  |
| 2001/2002 | Bente Skari, Norge 1          | Anita Moen, Norge               | Kateřina Neumannová, Tjeckien   |
| 2002/2003 | Marit Bjørgen, Norge          | Bente Skari, Norge 1            | Pirjo Manninen, Finland         |
| 2003/2004 | Marit Bjørgen, Norge          | Gabriella Paruzzi, Italien      | Anna Dahlberg, Sverige          |
| 2004/2005 | Marit Bjørgen, Norge          | Virpi Kuitunen, Finland         | Anna Dahlberg, Sverige          |
| 2005/2006 | Marit Bjørgen, Norge          | Ella Gjømle, Norge              | Beckie Scott Kanada             |
| 2006/2007 | Virpi Kuitunen, Finland       | Petra Majdič, Slovenien         | Natalia Matvejeva, Ryssland     |
| 2007/2008 | Petra Majdič, Slovenien       | Astrid Jacobsen, Norge          | Virpi Kuitunen, Finland         |
| 2008/2009 | Petra Majdič, Slovenien       | Arianna Follis, Italien         | Pirjo Muranen, Finland 2        |
| 2009/2010 | Justyna Kowalczyk, Polen      | Marit Bjørgen, Norge            | Petra Majdič, Slovenien         |
| 2010/2011 | Petra Majdič, Slovenien       | Arianna Follis, Italien         | Kikkan Randall, USA             |
| 2011/2012 | Kikkan Randall, USA           | Maiken Caspersen Falla, Norge   | Marit Bjørgen, Norge            |
| 2012/2013 | Kikkan Randall, USA           | Justyna Kowalczyk, Polen        | Ingvild Flugstad Østberg, Norge |
| 2013/2014 | Kikkan Randall, USA           | Denise Herrmann, Tyskland       | Ingvild Flugstad Østberg, Norge |
| 2014/2015 | Marit Bjørgen, Norge          | Ingvild Flugstad Østberg, Norge | Maiken Caspersen Falla, Norge   |
| 2015/2016 | Maiken Caspersen Falla, Norge | Ingvild Flugstad Østberg, Norge | Stina Nilsson, Sverige          |
| 2016/2017 | Maiken Caspersen Falla, Norge | Stina Nilsson, Sverige          | Hanna Falk, Sverige             |
| 2017/2018 | Maiken Caspersen Falla, Norge | Stina Nilsson, Sverige          | Sophie Caldwell, USA            |
| 2018/2019 | Stina Nilsson, Sverige        | Maiken Caspersen Falla, Norge   | Maja Dahlqvist, Sverige         |
| 2019/2020 | Linn Svahn, Sverige           | Jonna Sundling, Sverige         | Anamarija Lampič, Slovenien     |
| 2020/2021 | Anamarija Lampič, Slovenien   | Nadine Fähndrich, Schweiz       | Linn Svahn, Sverige             |
| 2021/2022 | Maja Dahlqvist, Sverige       | Anamarija Lampič, Slovenien     | Jonna Sundling, Sverige         |
| 2022/2023 | Maja Dahlqvist, Sverige       | Nadine Fähndrich, Schweiz       | Tiril Udnes Weng, Norge         |
| 2023/2024 | Linn Svahn, Sverige           | Kristine Stavås Skistad, Norge  | Jonna Sundling, Sverige         |

1 Bente Skari, tidigare Bente Martinsen, gifte sig med Geir Skari 1999

2 Pirjo Muranen, tidigare Pirjo Manninen

### Distans
| Säsong     | Etta                          | Tvåa                            | Trea                            |               |
| ---------- | ----------------------------- | ------------------------------- | ------------------------------- | ------------- |
| 1996/1997¹ | Jelena Välbe, Ryssland        | Stefania Belmondo, Italien      | Nina Gavriljuk, Ryssland        |               |
| 1997/1998¹ | Larisa Lazutina, Ryssland     | Stefania Belmondo, Italien      | Olga Danilova, Ryssland         |               |
| 1998/1999¹ | Kristina Šmigun, Estland      | Stefania Belmondo, Italien      | Larisa Lazutina, Ryssland       |               |
| 1999/2000  | Ingen tävling                 | Ingen tävling                   | Ingen tävling                   | Ingen tävling |
| 2000/2001  | Ingen tävling                 | Ingen tävling                   | Ingen tävling                   | Ingen tävling |
| 2001/2002  | Ingen tävling                 | Ingen tävling                   | Ingen tävling                   | Ingen tävling |
| 2002/2003  | Ingen tävling                 | Ingen tävling                   | Ingen tävling                   | Ingen tävling |
| 2003/2004  | Valentyna Sjevtjenko, Ukraina | Gabriella Paruzzi, Italien      | Kristina Šmigun, Estland        |               |
| 2004/2005  | Marit Bjørgen, Norge          | Kateřina Neumannová, Tjeckien   | Kristina Šmigun, Estland        |               |
| 2005/2006  | Julia Tjepalova, Ryssland     | Kateřina Neumannová, Tjeckien   | Beckie Scott, Kanada            |               |
| 2006/2007  | Virpi Kuitunen, Finland       | Kateřina Neumannová, Tjeckien   | Aino-Kaisa Saarinen, Finland    |               |
| 2007/2008  | Virpi Kuitunen, Finland       | Valentyna Sjevtjenko, Ukraina   | Justyna Kowalczyk, Polen        |               |
| 2008/2009  | Justyna Kowalczyk, Polen      | Aino-Kaisa Saarinen, Finland    | Marianna Longa, Italien         |               |
| 2009/2010  | Justyna Kowalczyk, Polen      | Marit Björgen, Norge            | Kristin Störmer Steira, Norge   |               |
| 2010/2011  | Justyna Kowalczyk, Polen      | Marit Björgen, Norge            | Therese Johaug, Norge           |               |
| 2011/2012  | Marit Bjørgen, Norge          | Justyna Kowalczyk, Polen        | Therese Johaug, Norge           |               |
| 2012/2013  | Justyna Kowalczyk, Polen      | Therese Johaug, Norge           | Kristin Størmer Steira, Norge   |               |
| 2013/2014  | Therese Johaug, Norge         | Marit Bjørgen, Norge            | Kerttu Niskanen, Finland        |               |
| 2014/2015  | Marit Bjørgen, Norge          | Therese Johaug, Norge           | Heidi Weng, Norge               |               |
| 2015/2016  | Therese Johaug, Norge         | Heidi Weng, Norge               | Ingvild Flugstad Østberg, Norge |               |
| 2016/2017  | Heidi Weng, Norge             | Marit Bjørgen, Norge            | Krista Pärmäkoski, Finland      |               |
| 2017/2018  | Heidi Weng, Norge             | Ingvild Flugstad Østberg, Norge | Jessie Diggins, USA             |               |
| 2018/2019  | Therese Johaug, Norge         | Ingvild Flugstad Østberg, Norge | Natalja Neprjajeva, Ryssland    |               |
| 2019/2020  | Therese Johaug, Norge         | Heidi Weng, Norge               | Ebba Andersson, Sverige         |               |
| 2020/2021  | Jessie Diggins, USA           | Ebba Andersson, Sverige         | Julia Stupak, Ryssland          |               |
| 2021/2022  | Therese Johaug, Norge         | Frida Karlsson, Sverige         | Krista Pärmäkoski, Finland      |               |
| 2022/2023  | Kerttu Niskanen, Finland      | Jessie Diggins, USA             | Tiril Udnes Weng, Norge         |               |
| 2023/2024  | Jessie Diggins, USA           | Victoria Carl, Tyskland         | Ebba Andersson, Sverige         |               |

¹ Arrangerad under titeln "långdistansvärldscupen"

## Nationscupen
Alla resultat av herrar och damer från samma land räknas samman i nationscupen.
| Säsong    | Etta          | Tvåa            | Trea          |          | Vinnare herrar | Vinnare damer |
| --------- | ------------- | --------------- | ------------- | -------- | -------------- | ------------- |
| 1981/1982 | Norge         | Tjeckoslovakien | Sverige       | Norge    | Norge          |               |
| 1982/1983 | Norge         | Sovjetunionen   | Finland       | Norge    | Norge          |               |
| 1983/1984 | Norge         | Sovjetunionen   | Sverige       | Norge    | Norge          |               |
| 1984/1985 | Norge         | Sverige         | Sovjetunionen | Norge    | Norge          |               |
| 1985/1986 | Norge         | Sverige         | Sovjetunionen | Sverige  | Norge          |               |
| 1986/1987 | Sverige       | Norge           | Sovjetunionen | Sverige  | Norge          |               |
| 1987/1988 | Sverige       | Sovjetunionen   | Norge         | Sverige  | Sovjetunionen  |               |
| 1988/1989 | Sovjetunionen | Sverige         | Norge         | Sverige  | Sovjetunionen  |               |
| 1989/1990 | Sovjetunionen | Norge           | Sverige       | Norge    | Sovjetunionen  |               |
| 1990/1991 | Sovjetunionen | Norge           | Sverige       | Norge    | Sovjetunionen  |               |
| 1991/1992 | Norge         | Ryssland        | Italien       | Norge    | Ryssland       |               |
| 1992/1993 | Norge         | Ryssland        | Italien       | Norge    | Ryssland       |               |
| 1993/1994 | Norge         | Ryssland        | Italien       | Norge    | Ryssland       |               |
| 1994/1995 | Ryssland      | Norge           | Italien       | Norge    | Ryssland       |               |
| 1995/1996 | Ryssland      | Norge           | Italien       | Norge    | Ryssland       |               |
| 1996/1997 | Norge         | Ryssland        | Italien       | Norge    | Ryssland       |               |
| 1997/1998 | Norge         | Ryssland        | Italien       | Norge    | Ryssland       |               |
| 1998/1999 | Norge         | Ryssland        | Sverige       | Norge    | Ryssland       |               |
| 1999/2000 | Norge         | Ryssland        | Italien       | Norge    | Ryssland       |               |
| 2000/2001 | Norge         | Ryssland        | Italien       | Norge    | Ryssland       |               |
| 2001/2002 | Norge         | Ryssland        | Italien       | Norge    | Norge          |               |
| 2002/2003 | Norge         | Tyskland        | Sverige       | Sverige  | Norge          |               |
| 2003/2004 | Norge         | Tyskland        | Italien       | Norge    | Norge          |               |
| 2004/2005 | Norge         | Tyskland        | Ryssland      | Norge    | Norge          |               |
| 2005/2006 | Norge         | Sverige         | Tyskland      | Norge    | Norge          |               |
| 2006/2007 | Norge         | Tyskland        | Finland       | Norge    | Finland        |               |
| 2007/2008 | Norge         | Finland         | Tyskland      | Norge    | Norge          |               |
| 2008/2009 | Norge         | Finland         | Italien       | Norge    | Finland        |               |
| 2009/2010 | Norge         | Ryssland        | Sverige       | Norge    | Norge          |               |
| 2010/2011 | Norge         | Sverige         | Ryssland      | Norge    | Norge          |               |
| 2011/2012 | Norge         | Ryssland        | Sverige       | Ryssland | Norge          |               |
| 2012/2013 | Norge         | Ryssland        | Sverige       | Ryssland | Norge          |               |
| 2013/2014 | Norge         | Ryssland        | Sverige       | Norge    | Norge          |               |
| 2014/2015 | Norge         | Ryssland        | Sverige       | Norge    | Norge          |               |
| 2015/2016 | Norge         | Ryssland        | Finland       | Norge    | Norge          |               |
| 2016/2017 | Norge         | Sverige         | Finland       | Norge    | Norge          |               |
| 2017/2018 | Norge         | Sverige         | Ryssland      | Norge    | Norge          |               |
| 2018/2019 | Norge         | Ryssland        | Sverige       | Norge    | Norge          |               |
| 2019/2020 | Norge         | Ryssland        | Sverige       | Norge    | Norge          |               |
| 2020/2021 | Ryssland      | Norge           | Sverige       | Ryssland | Sverige        |               |
| 2021/2022 | Norge         | Sverige         | Ryssland      | Norge    | Sverige        |               |
| 2022/2023 | Norge         | Sverige         | Finland       | Norge    | Norge          |               |

## Flest individuella segrar i världscupen
Nedan listas de 20 utövare med flest världscupsegrar. Både delsegrar och totalsegrar i Tour de Ski räknas (sedan 2015 och även retroaktivt) som segrar i världscuplopp.

### Herrar
Senast uppdaterad 7 januari 2025.
| Nr | Namn                   | Ref.   | Land      | Världscupsäsonger | Segrar |
| -- | ---------------------- | ------ | --------- | ----------------- | ------ |
| 1  | Johannes Høsflot Klæbo | [ 2 ]  | Norge     | 2016–0000         | 91     |
| 2  | Bjørn Dæhlie           | [ 3 ]  | Norge     | 1989–1999         | 46     |
| 3  | Petter Northug         | [ 4 ]  | Norge     | 2005–2017         | 38     |
| 4  | Gunde Svan             | [ 5 ]  | Sverige   | 1982–1991         | 30     |
| 4  | Vladimir Smirnov       | [ 6 ]  | Kazakstan | 1982–1999         | 30     |
| 4  | Martin Johnsrud Sundby | [ 7 ]  | Norge     | 2005–2020         | 30     |
| 7  | Aleksandr Bolsjunov    | [ 8 ]  | Ryssland  | 2017–0000         | 28     |
| 8  | Dario Cologna          | [ 9 ]  | Schweiz   | 2007–2022         | 26     |
| 9  | Lukáš Bauer            | [ 10 ] | Tjeckien  | 1997–2016         | 18     |
| 10 | Federico Pellegrino    | [ 11 ] | Italien   | 2010–0000         | 17     |
| 11 | Emil Jönsson           | [ 12 ] | Sverige   | 2003–2018         | 16     |
| 12 | Sergej Ustiugov        | [ 13 ] | Ryssland  | 2013–0000         | 15     |
| 13 | Torgny Mogren          | [ 14 ] | Sverige   | 1983–1998         | 13     |
| 13 | Thomas Alsgaard        | [ 15 ] | Norge     | 1993–2003         | 13     |
| 13 | Tor Arne Hetland       | [ 16 ] | Norge     | 1995–2009         | 13     |
| 13 | Axel Teichmann         | [ 17 ] | Tyskland  | 1998–2014         | 13     |
| 13 | Ola Vigen Hattestad    | [ 18 ] | Norge     | 2003–2017         | 13     |
| 18 | Jens Arne Svartedal    | [ 19 ] | Norge     | 1997–2010         | 12     |
| 18 | Pål Golberg            | [ 20 ] | Norge     | 2010–0000         | 12     |
| 19 | Per Elofsson           | [ 21 ] | Sverige   | 1997–2003         | 11     |
| 19 | Tobias Angerer         | [ 22 ] | Tyskland  | 1998–2014         | 11     |
| 19 | Eldar Rønning          | [ 23 ] | Norge     | 2003–2015         | 11     |
| 19 | Aleksej Poltoranin     | [ 24 ] | Kazakstan | 2005–2019         | 11     |

### Damer
Senast uppdaterad 12 december 2024.
| Nr | Namn                     | Ref.   | Land      | Världscupsäsonger | Segrar |
| -- | ------------------------ | ------ | --------- | ----------------- | ------ |
| 1  | Marit Bjørgen            | [ 25 ] | Norge     | 2000–2018         | 114    |
| 2  | Therese Johaug           | [ 26 ] | Norge     | 2007–0000         | 84     |
| 3  | Justyna Kowalczyk        | [ 27 ] | Polen     | 2002–2018         | 50     |
| 4  | Jelena Välbe             | [ 28 ] | Ryssland  | 1987–1998         | 45     |
| 5  | Bente Skari              | [ 29 ] | Norge     | 1992–2003         | 42     |
| 6  | Virpi Sarasvuo           | [ 30 ] | Finland   | 1997–2010         | 27     |
| 7  | Petra Majdič             | [ 31 ] | Slovenien | 1999–2011         | 24     |
| 8  | Stefania Belmondo        | [ 32 ] | Italien   | 1989–2002         | 23     |
| 8  | Stina Nilsson            | [ 33 ] | Sverige   | 2012–2020         | 23     |
| 10 | Maiken Caspersen Falla   | [ 34 ] | Norge     | 2009–2022         | 22     |
| 10 | Jessie Diggins           | [ 35 ] | USA       | 2011–0000         | 22     |
| 11 | Larisa Lazutina          | [ 36 ] | Ryssland  | 1984–2002         | 21     |
| 12 | Kateřina Neumannová      | [ 37 ] | Tjeckien  | 1991–2007         | 19     |
| 13 | Julija Tjepalova         | [ 38 ] | Ryssland  | 1996–2009         | 18     |
| 14 | Ingvild Flugstad Østberg | [ 39 ] | Norge     | 2008–0000         | 17     |
| 15 | Kristina Šmigun-Vähi     | [ 40 ] | Estland   | 1994–2010         | 16     |
| 16 | Manuela Di Centa         | [ 41 ] | Italien   | 1982–1998         | 15     |
| 16 | Linn Svahn               | [ 42 ] | Sverige   | 2019–0000         | 15     |
| 17 | Kikkan Randall           | [ 43 ] | USA       | 2001–2018         | 13     |
| 17 | Heidi Weng               | [ 44 ] | Norge     | 2010–0000         | 13     |
| 17 | Ljubov Jegorova          | [ 45 ] | Ryssland  | 1984–2003         | 13     |